# Памятник воинам-водителям
Памятник воинам-водителям — памятник советским воинам-водителям, погибшим во время Великой Отечественной войны.
Находится на выезде из Брянска по направлению в Орёл на трассе Р120, близ посёлка Осиновая Горка.
У подножия семиметрового пилона фигура солдата-шофёра. Он стоит на подножке автомобиля. Правая рука воина лежит на баранке, взгляд устремлен вперёд, на дорогу. Это первый сооружённый в Советском Союзе памятник водителям, павшим на дорогах войны. На этом месте в 1943 году была сформирована 18-я автомобильная бригада.
Памятник открыт 12 сентября 1968 года, накануне двадцать пятой годовщины освобождения области от немецко-фашистских войск. Авторы памятника — скульптор П. Ф. Мовчун, архитектор А. А. Гайдученя. Памятник сооружён на средства брянских автотранспортных организаций и дорожных предприятий. Спустя несколько лет он был реконструирован. Сохранив прежний вид, памятник одели в гранит. А на противоположной стороне дороги на постамент встали грузовые машины военных лет.
Специальный знак при подъезде к мемориалу призывает проезжающих почтить память погибших воинов-водителей сигналом клаксона.

## Галерея

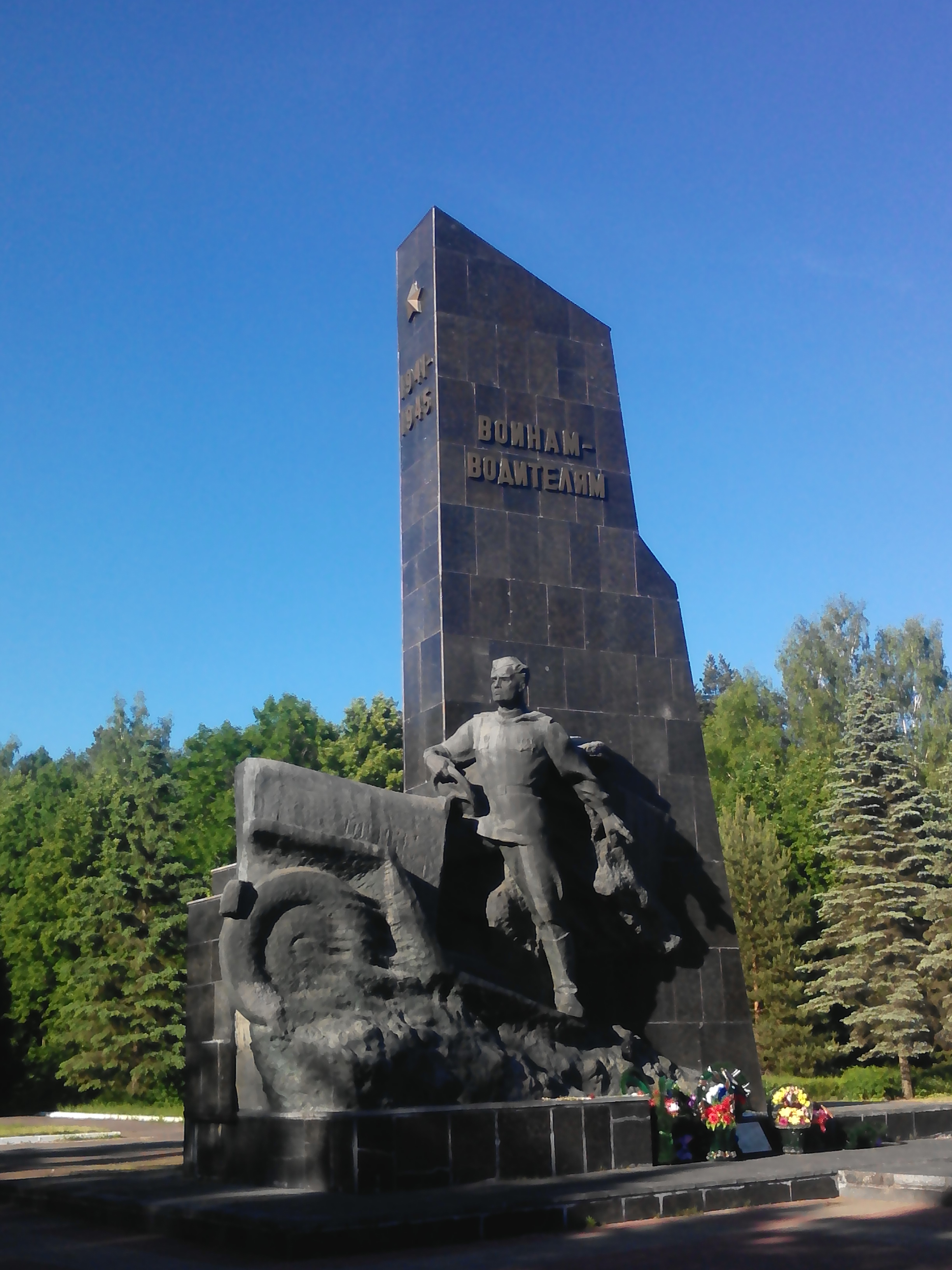
Центральный монумент памятника
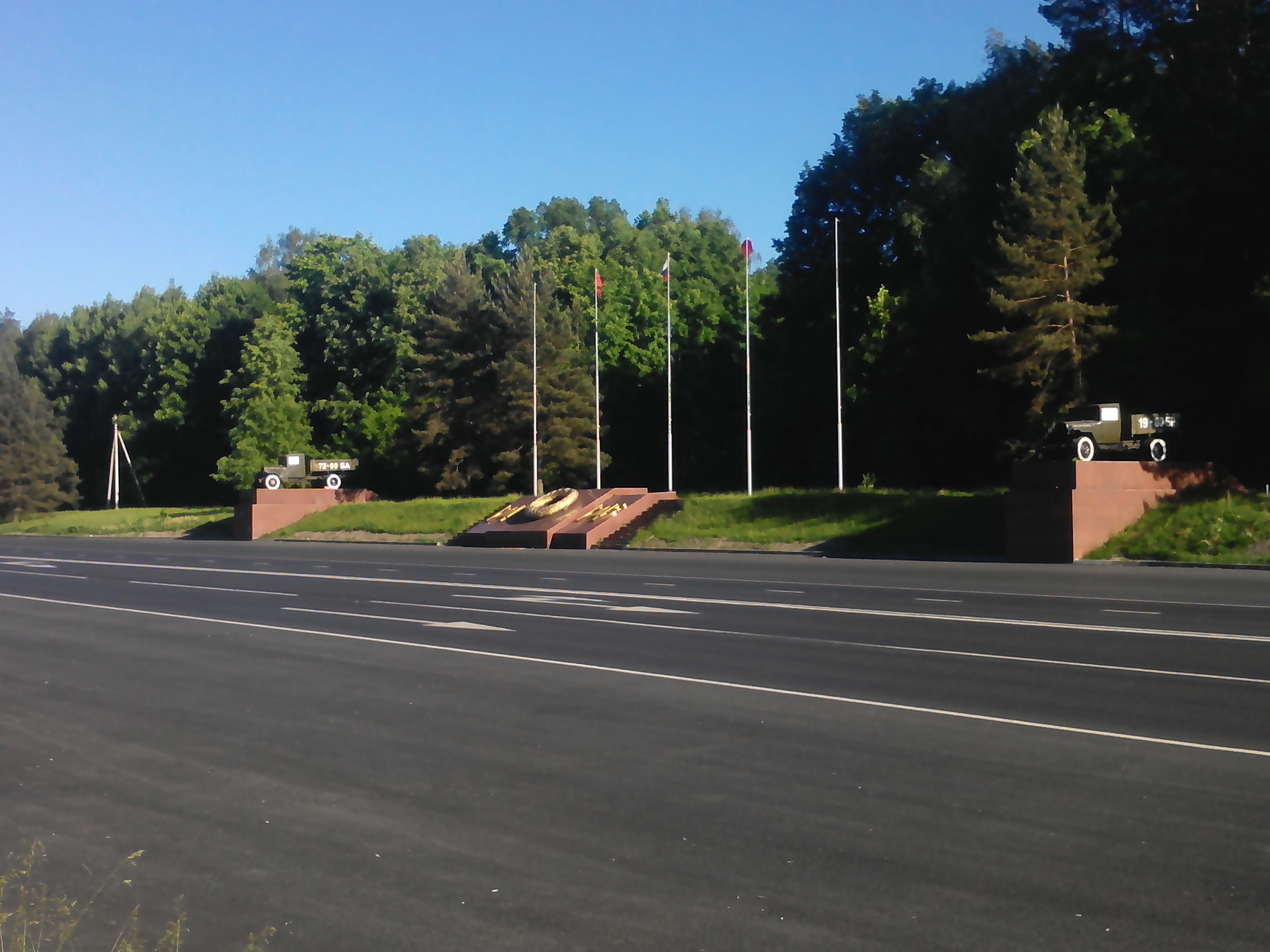
Постаменты с грузовиками — через дорогу от монумента
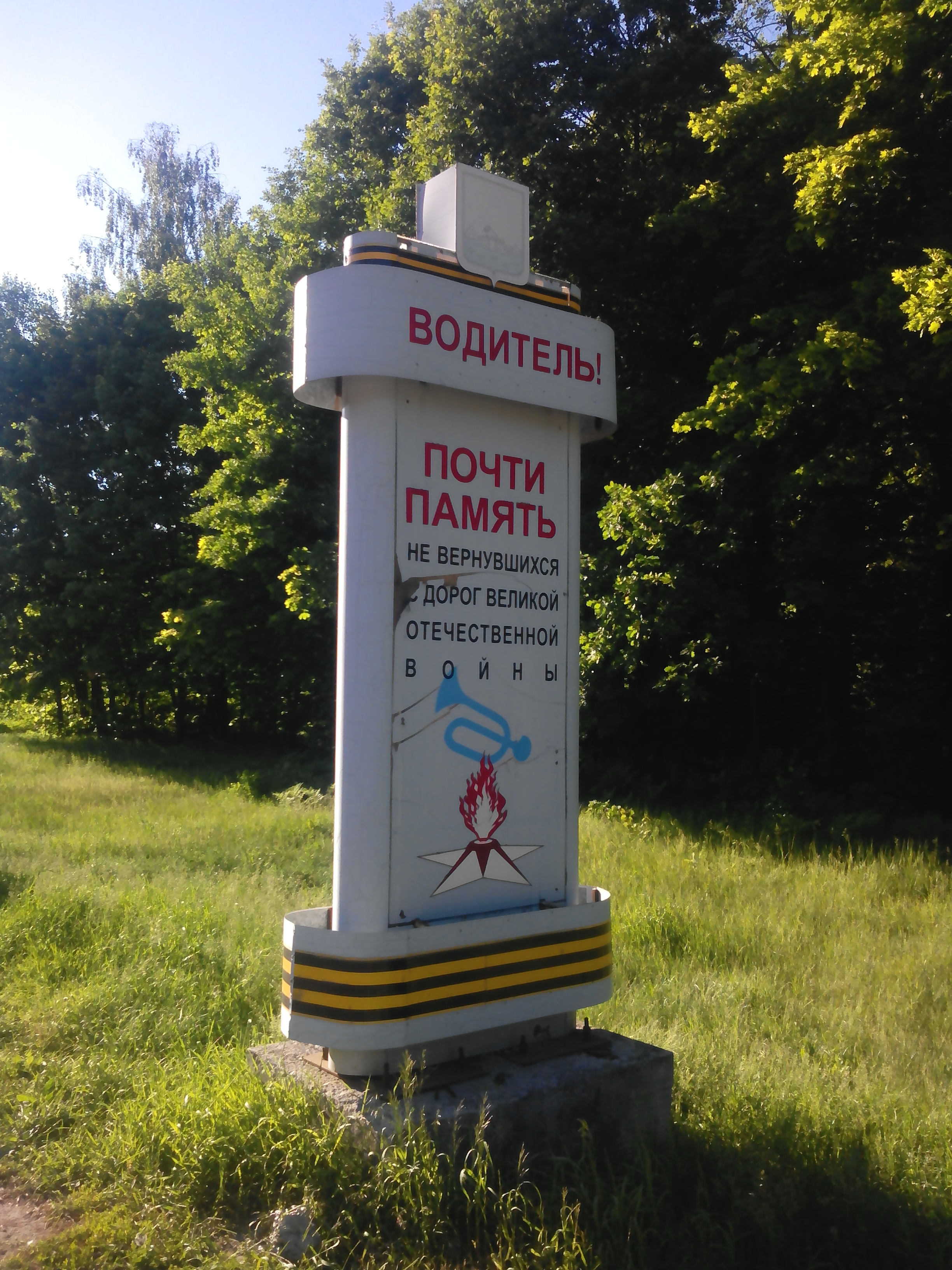
Знак перед памятником